# Zosimo (nome)
Zosimo  è un nome proprio di persona italiano maschile.

## Varianti
- Femminili: Zosima[3]

### Varianti in altre lingue
- Catalano: Zòsim[4]
- Francese: Zosime
- Greco antico: Ζώσιμος (Zṓsimos)[1][2][5]
  - Femminili: Ζωσίμη (Zosime)[5]
- Greco moderno: Ζώσιμος (Zōsimos)
- Latino: Zōsimus[1][2][5]
- Polacco: Zozym
- Portoghese: Zósimo
- Russo: Зосим (Zosim)
- Spagnolo: Sosimo[5], Zósimo[4]
- Ungherese: Zószimosz

## Origine e diffusione
Nome di origine greca, tratto direttamente dall'aggettivo ζώσιμος (zṓsimos), che significa "vitale", "vigoroso", "capace di vivere" o "che avrà lunga vita"; etimologicamente è un derivato di ζωή (zōḗ, "vita"), la stessa radice da cui derivano i nomi Zotico, Zoilo e Zoe.
Il nome ebbe fortuna tra i primi cristiani in virtù del suo significato augurale (reinterpretato in riferimento alla vita eterna), così come avvenne per il nome Vitale in area latina, e venne quindi portato da numerosi santi dell'antichità. Nonostante il loro culto, in italiano moderno è rarissimo, e negli anni settanta se ne contava appena una trentina scarsa di occorrenze.

## Onomastico
L'onomastico può essere festeggiato in memoria di vari santi, alle date seguenti:
- 3 gennaio, san Zosimo, martire in Cilicia con sant'Atanasio[1]
- 15 febbraio, san Zosimo, martire con altri compagni ad Antiochia[1][6]
- 11 marzo, san Zosimo, martire a Cartagine con sant'Eraclio[1]
- 30 marzo, san Zosimo, vescovo di Siracusa[1][6]
- 4 aprile, san Zosimo, anacoreta in Palestina nel VI secolo[1]
- 19 giugno, san Zosimo, martire in Pisidia sotto Domiziano[1]
- 15 luglio, santa Zosima, martire presso Porto Romano con Bonosa ed Eutropio[1][6]
- 28 settembre, san Zosimo, martire con altri compagni a Caliti in Pisidia[6]
- 17 ottobre, san Zosimo, martire con san Rufo[6]
- 14 dicembre, san Zosimo, martire con Druso e Teodoro ad Antiochia[1]
- 19 dicembre, san Zosimo, martire con Paolo, Dario e Secondo a Nicea[1][6]
- 26 dicembre, san Zosimo, papa[1][4][6]

## Persone
- Zosimo, papa
- Zosimo, storico bizantino

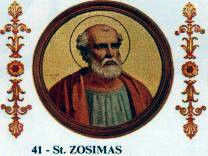
Papa Zosimo

- Zosimo di Gaza, retore greco antico
- Zosimo di Panopoli, alchimista egizio
- Zosimo Marinelli, ingegnere e antifascista italiano

## Il nome nelle arti
- Zosimo è un personaggio del romanzo storico di Umberto Eco Baudolino.
- Zosimo Gisuè è il protagonista del romanzo storico di Andrea Camilleri Il re di Girgenti.
- Zosima Mugnos è un personaggio del romanzo di Luigi Capuana Il marchese di Roccaverdina.
- Lo starec Zosima è un personaggio del romanzo di Fëdor Dostoevskij I fratelli Karamazov.
- Zosimo Crajeddu è personaggio principale nel romanzo di Salvatore Niffoi Il pane di Abele.